# Carmen ad Deum
Das sogenannte Carmen ad Deum (lat. für „Ein Lied an Gott“) ist der literargeschichtliche Titel einer althochdeutschen Übersetzung des lateinischen Hymnus „Sancte sator suffragator“, ein Reimgebet im altbairischen Dialekt aus der Zeit des ausgehenden 8. Jahrhunderts bis Anfang des 9. Jahrhunderts.
Der Hymnus ist in einer Handschrift aus Kloster Tegernsee überliefert, die in die zweite Hälfte des 9. Jahrhunderts datiert wird und sich heute in der Bayerischen Staatsbibliothek befindet (BSB Clm 19410, p. 39–41). In der Tegernseer Handschrift findet sich die deutsche Übersetzung neben den lateinischen Versen. Aufgrund des archaischer wirkenden Sprachbildes gegenüber dem aus der Entstehungszeit der Handschrift, wird von einer Abschrift anhand einer älteren Vorlage um das Jahr 800 aus der Zeit der Karolingischen Renaissance ausgegangen und dies aus einer translinearen Form. Als Herkunftsort dieser ursprünglichen Vorlage wird das Kloster Reichenau angenommen, als Autor der Übersetzung wird allgemein ein angelsächsischer oder irischer Kleriker gesehen. Die Tegernseer Handschrift steht in Verbindung mit der Person, beziehungsweise dem Wirken- und der Wirkungszeit des Passauer Bischofs Ermenrich von Ellwangen.